# Prolaz Dominika
Prolaz Dominika je tjesnac na Karibima. Odvaja otoke Dominike od otoka Marie-Galante u Guadeloupi. To je plovni put iz Karipskog mora u Atlantski ocean.